# Сельское поселение Кармало-Аделяково
Сельское поселение Кармало-Аделяково (чув. Хурамал Этелек ял тӑрӑхӗ) — муниципальное образование в Сергиевском районе Самарской области.
Административный центр — село Кармало-Аделяково.

## География
В поселении Кармало-Аделяково имеются река Шунгут, Чувашские озера, Голубое озеро, Серноводный шихан, гора Шишка, гора Васильевская, Липовый овраг, Нефтяной овраг. На территории поселения добывается нефть на двух участках.

## Административное устройство
В состав сельского поселения Кармало-Аделяково входят:
- село Кармало-Аделяково,
- село Старое Якушкино,
- посёлок Первомайский.